# Killsnack
Killsnack är ett studioalbum av Anna Book, ursprungligen utgivet år 1985. Albumet återutgavs åter därpå, i samband med Anna Books medverkan i den svenska Melodifestivalen 1986, där hon tävlade med melodin ABC.
Den 26 april 2006 återutgavs albumet ännu en gång, denna gång som CD i samband med Anna Books medverkan i Let's Dance, och med annan låtordning.

## Låtlista

### 1985

#### Sida A
1. Sommarlek
2. Ge mig en chans
3. Jag tror min mamma förstår
4. Livet går vidare
5. Runt runt
6. Det bor en ängel i min själ

#### Sida B
1. Boomerang (Like a Boomerang)
2. Killsnack
3. Hey Now, Whatcha Gonna Do?
4. John
5. Hjärtat bankar
6. Galen i dig (Crazy in Love)

### 1986

#### Sida A
1. Sommarlek
2. Ge mig en chans
3. Jag tror min mamma förstår
4. Livet går vidare
5. Runt runt
6. Det bor en ängel i min själ

#### Sida B
1. ABC
2. Boomerang (Like a Boomerang)
3. Killsnack
4. Hey Now, Whatcha Gonna Do?
5. John
6. Galen i dig (Crazy in Love)

### 2006
1. ABC
2. Killsnack
3. Det finns en morgondag
4. Det bor en ängel i min själ
5. Sommarlek
6. Jag tror min mamma förstår
7. Boomerang (Like a Boomerang)
8. Livet går vidare
9. Galen i dig
10. Ge mig en chans
11. Runt runt
12. John